# GeoGebra
GeoGebra là một phần mềm hình học động, đại số, thống kê và vi tích phân dành cho việc hỗ trợ giáo dục toán học và khoa học trong trường học. Là một phần mềm đa nền tảng, GeoGebra hiện thuộc sở hữu của công ty công nghệ giáo dục Ấn Độ Byju's.